# Incursions mongoles a Palestina
Les incursions dels mongols a Palestina van tenir lloc al final de les Croades, com a continuació d'una sèrie d'incursions mongols a Pèrsia i Síria entre els anys 1260 i 1300. Després d'aquestes invasions, durant un període d'uns pocs mesos els mongols van ser capaços de fer algunes incursions a Palestina, fins a aconseguir arribar a Gaza.
Les incursions van ser realitzades per una secció relativament petita de l'exèrcit mongol, que es va dedicar al pillatge, destruccions i assassinats. Malgrat això, en cap de les dues oportunitats els mongols van intentar incorporar Palestina al sistema administratiu mongol, i pocs mesos després dels atacs contra Síria, les forces dels mamelucs provinents d'Egipte varen reocupar la regió enfrontant molt poca resistència.

## Campanyes dels mongols el 1260

Ofensives dels mongols a la zona del Llevant durant 1260. Els atacs exitosos en Alep i Damasc van conduir a atacs posteriors sobre blancs secundaris com ara Baalbek, al-Subayba, i Ajlun o altres poblacions a Palestina, incloent probablement Jerusalem. Alguns petits grups van arribar fins Gaza.

El 1258 Hülegü van provar d'expandir l'Ilkanat, juntament amb els cristians del Regne d'Armènia Menor, i el Principat d'Antioquia aconseguint capturar Bagdad, el centre del poder del món islàmic, destruint amb aquesta acció el Califat Abbàssida amb els cristians desfilant triomfals pels seus carrers.
A principis de 1260 els mongols i els seus vassalls cristians van creuar l'Eufrates al nord de Síria capturant Alep per setge i avançant per la Síria musulmana, el domini de la dinastia aiúbida. La divisió del general cristià nestorià Kitbuqa Noyan va avançar cap al sud mentre an-Nàssir Yússuf fugia en direcció a Egipte amb part del seu exèrcit. Kitbuqa es va apoderar de Damasc l'1 de març de 1260. Es va celebrar una missa cristiana a la mesquita omeia i nombroses mesquites van ser profanades. Molts relats històrics descriuen els tres governants cristians Hethum, Bohemon i Kitbuqa entrant junts a la ciutat de Damasc en triomf, encara que alguns historiadors moderns com David Morgan han qüestionat aquesta història com a apòcrifa.
L'últim rei aiúbida, an-Nàssir Yússuf fou capturat a Gaza pels mongols i assassinat per Hülegü. La invasió va destruir efectivament els aiúbides, que fins aleshores era una poderosa dinastia que havia governat grans parts del Llevant, Egipte i la península aràbiga. Amb la caiguda del Califat Abbàssida de Bagdad i la dinastia aiúbida de Damasc, el centre del poder islàmic es va traslladar a la capital del Soldanat Mameluc, el Caire.
Hülegü va haver de tornar a Pèrsia per la mort de Mongke, que va tenir lloc el 1259, i la divisió de Kitbuqa amb 10.000 homes es va quedar a Síria continuant l'ofensiva i prenent les ciutats de Baalbek, al-Subayba, i Ajlun i enviant avançades mongols a Palestina, arribant fins a Ascaló i possiblement Jerusalem, encara que no consta en cap de les fonts musulmanes. A Gaza es va establir un regiment mongol d'uns 1.000 homes, mentre que un altre grup es va assentar a Nablus. L'exèrcit mameluc va ocupar tot Síria i també Kerak. Hülegü va enviar un missatge a Lluís IX de França informant que havien lliurat Jerusalem als cristians.

### Batalla d'Ayn Jalut (1260)
Després de retirar-se de Síria, el Soldanat Mameluc va negociar a Acre amb els francs del Regne de Jerusalem per lluitar contra els mongols, i els francs van adoptar una posició passiva de neutralitat, fins i tot quan els mamelucs musulmans havien estat tradicionalment enemics dels croats. Els francs consideraven als mongols una amenaça més gran que els musulmans i per això, es va permetre als mamelucs travessar territori croat, amb una força considerable per enfrontar-se a l'exèrcit mongol.
Els mamelucs van aconseguir una victòria de rellevància històrica el 3 de setembre de 1260 en la batalla d'Ayn Jalut a Galilea, no només per a la regió, sinó també perquè era la primera vegada que una exèrcit mongol patia una derrota important. Es va convertir llavors en el límit de les conquestes mongoles. Després d'aquesta batalla va haver diversos intents d'envair Síria, però no van aconseguir cap èxit fins a 1300, quan van poder mantenir territori sirià per alguns mesos.

### L'incident de Sidó (1260)
El croat Julià Grenier, senyor de Sidó va assaltar i saquejar l'àrea de Bekaa, que s'havia convertit en territori mongol, el 1260. Quan el general mongol Kitbuqa va enviar al seu nebot amb una petita força de cavalleria per demanar la reparació pels fets, aquesta va ser emboscada i eliminada per Grenier. Kitbuqa respondre amb força assaltant la ciutat de Sidó, destruint els murs i assassinant cristians, encara que sembla que el castell no va ser pres i la població va fugir a una illa propera Julià Grenier va vendre Sidó el mateix any a l'orde del Temple.

## Assalts mongols durant la Novena Croada (1271)

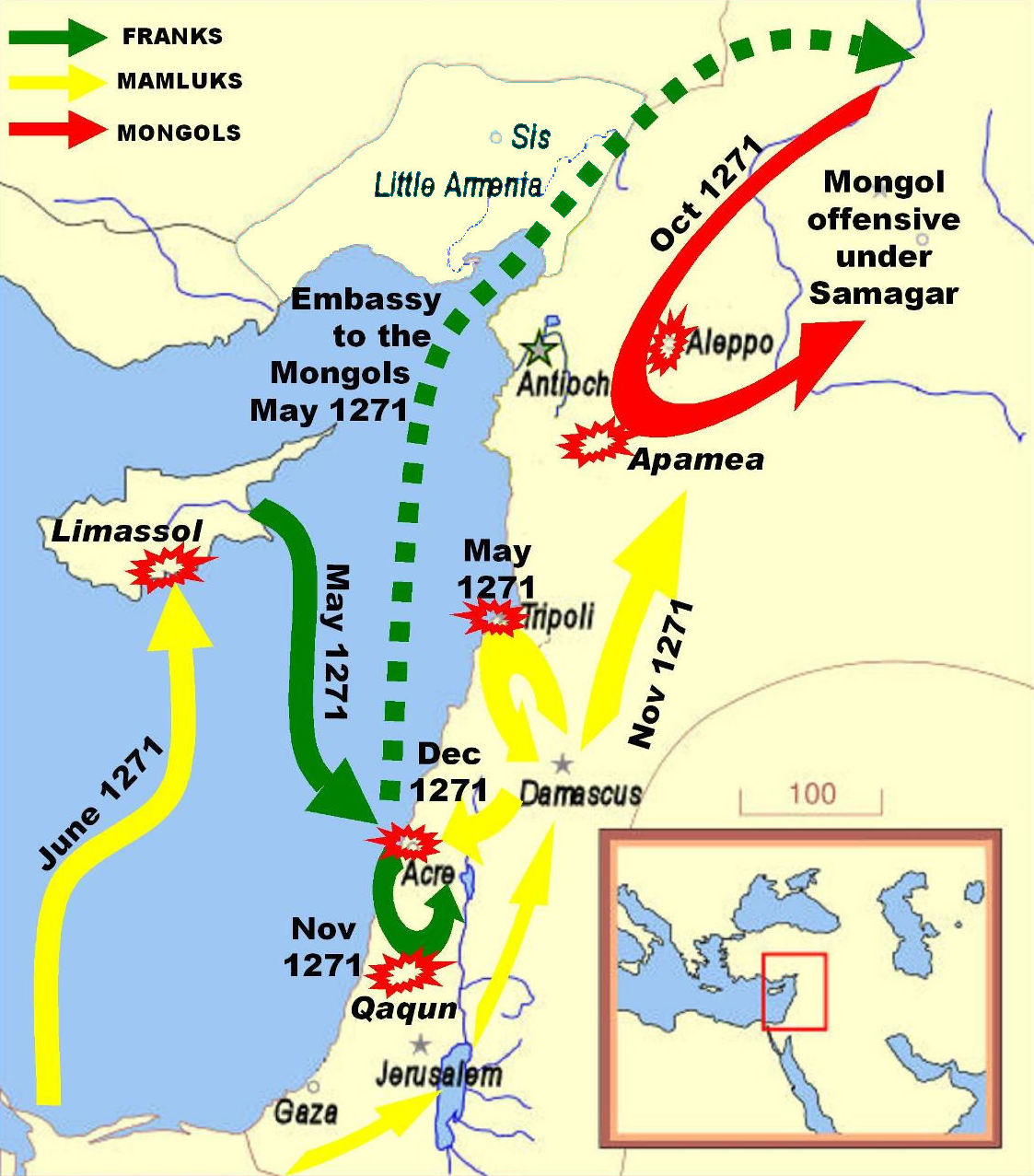
Atacs durant la Novena Croada

Després del Tractat de Viterbo el 1267, el papa Climent IV i Jaume el Conqueridor van enviar al kan mongol Abaqa una carta, portada per Jacme Alaric de Perpinyà per fer realitat la possibilitat que els mongols poguessin unir-se als europeus en una aliança Franco-Mongol contra els musulmans, i com a resposta positiva als missatges anteriors dels mongols, van informar a Abaqa de la propera croada. Al setembre de 1269 va sortir de Barcelona amb la seva armada per a una expedició a Terra Santa en la Croada de Jaume I, però dispersades les seves naus per les tempestes, va haver de desembarcar a Aigües Mortes, prop de Montpeller, i va haver de renunciar a aquesta nova empresa. Una part de la flota dels infants de Jaume —uns 18 vaixells amb 442 cavallers— va optar per clivellar els mars i continuar igualment amb el viatge. Van arribar a Sant Joan d'Acre a finals d'octubre i van acampar fora de la ciutat. L'arribada dels reforços cristians va ser resposta pel soldà Bàybars I amb un atac sobre Acre que va causar moltes baixes en els croats.
El príncep Eduard d'Anglaterra, inspirat per les històries de la Tercera Croada del seu oncle Ricard Cor de Lleó, i la Vuitena Croada de Lluís IX de França, va començar la seva pròpia croada. El contingent de cavallers i criats que van acompanyar Eduard va ser bastant petit, al voltant de 230 cavallers, i un total de 1.000 persones, transportats en una flota de 13 vaixells. Molts dels membres de l'expedició eren amics i familiars, incloent la seva dona Elionor de Castella i Lleó, el seu germà Edmund, i el seu cosí Henry d'Almain. Eduard va desembarcar a Acre el 9 de maig de 1271, enviant immediatament una ambaixada al governador mongol Abaqa, qui com no es podia comprometre en l'ofensiva, va ordenar a les forces mongoles estacionades a Turquia a les ordres de Samagar a atacar Síria per tal de rellevar als croats.
A mitjans d'octubre de 1271, les tropes mongoles van arribar a Síria i van atacar el territori al sud d'Alep, però Abaqa, ocupat en altres conflictes al Turquestan, només va poder enviar al general Samagar amb 10.000 genets mongols de l'exèrcit d'ocupació al Soldanat de Rum, a més de tropes auxiliars seljúcides, però els musulmans que recordaven les campanyes anteriors de Kitbuqa van fugir a El Caire. Els mongols van derrotar les tropes turcmanes que protegien Alep i fent fugir la guarnició mameluca de la ciutat, i van continuar l'avanç a Maarat an-Numan i Apamea. El 12 de novembre, quan Baibars havia muntat una contraofensiva des d'Egipte, els mongols ja s'havien retirat més enllà de l'Eufrates, incapaç d'enfrontar-se a l'exèrcit mameluc.

## Campanyes mongoles de 1299 i 1300

Ofensiva mongol de 1299 i 1300

L'estiu de 1299, els mongols de Mahmud Ghazan van capturar la ciutat d'Alep, i van derrotar els mamelucs a la batalla de Wadi al-Khazandar en 23 o 24 de desembre de 1299. La major part de les forces de Ghazan van procedir cap a Damasc, que es va rendir algun moment entre el 30 de desembre de 1299, i el 6 de gener de 1300, tot i que la seva ciutadella resistia.
El general mongol Mulay es va separar de l'exèrcit de Ghazan, i va ocupar Jerusalem, i al comandament d'uns 10.000 genets va perseguir als mamelucs en retirada cap al sud, arribant a Gaza empenyent-los de nou a Egipte i tornant a Damasc als voltants de març de 1300
Ghazan va evacuar Síria poques setmanes després de la seva conquesta cap a l'altra banda de l'Eufrates, probablement per manca d'aliment per als cavalls però va prometre tornar al novembre per atacar Egipte. Durant quatre mesos, de febrer a maig de 1300, els mongols van ser els senyors de Terra Santa. Els mamelucs van tornar i recuperar la zona el maig de 1300.

## Atacs mongols de 1301 a 1303
Després de les campanyes de 1299 i 1300, Mahmud Ghazan va atacar de nou Síria el 1301 amb un exèrcit de 60.000 homes, i va planificar atacs els següents dos anys, però sense resultats, i les ambaixades enviades el 1303 als reis Eduard I d'Anglaterra i Felip IV de França, als que va recordar l'aliança Franco-Mongol no van resultar en suport militar
El 1303, Ghazan va enviar al seu general Qutlugh Shah per reconquerir Síria amb uns vuitanta mil homes, incloent als armenis de Hethum II. Els habitants i governants d'Alep i Hama va fugir a Damasc per fugir dels mongols, però Bàybars al-Jaixnkir, que estava a Damasc va enviar un missatge al soldà An-Nàssir Muhàmmad ibn Qalàwun sol·licitant que lluités contra els mongols, i aquest va sortir d'Egipte amb un exèrcit per fer-los front a Síria, on va arribar mentre els mongols estaven atacant Hama, i els mongols van arribar als afores de Damasc el 19 d'abril a la trobada de l'exèrcit del soldà.
La batalla de Marj al-Saffar comportà la derrota dels mongols i la conversió progressiva de l'Ilkanat a l'islam, i finalment els mongols van obrir els primers contactes per establir un tractat de pau a través del comerciant d'esclaus al-Majd al-Sallami. Després de les primeres comunicacions, les cartes més formals i es van intercanviar ambaixades, i el tractat fou ratificat per Abu Said Bahadur Khan en 1322/1323. Després del tractat i un període de pau, l'Ilkanat es va desintegrar, i va desaparèixer durant el segle xiv.